# Wspólnota administracyjna Memmingerberg
Wspólnota administracyjna Memmingerberg – wspólnota administracyjna (niem. Verwaltungsgemeinschaft) w Niemczech, w kraju związkowym Bawaria, w rejencji Szwabia, w regionie Donau-Iller, w powiecie Unterallgäu. Siedziba wspólnoty znajduje się w miejscowości Memmingerberg. Powstała 1 maja 1978.
Wspólnota administracyjna zrzesza sześć gmin wiejskich (Gemeinde): 
- Benningen, 2 051 mieszkańców, 11,17 km²
- Holzgünz, 1 220 mieszkańców, 12,10 km²
- Lachen, 1 479 v, 13,34 km²
- Memmingerberg, 2 634 mieszkańców, 6,09 km²
- Trunkelsberg, 1 682 mieszkańców, 1,90 km²
- Ungerhausen, 1 027 mieszkańców, 7,02 km²